# 新河路街道
新河路街道，是中华人民共和国安徽省安庆市迎江区下辖的一个乡镇级行政单位。

## 行政区划
新河路街道下辖以下地区：
新河社区、宜光社区、地质新村社区、龙狮桥社区、曙光社区和新龙社区。